# ポリウレタン系熱可塑性エラストマー
ポリウレタン系熱可塑性エラストマー（ポリウレタンけい ねつかそせいエラストマー）または熱可塑性ポリウレタン（ねつかそせいポリウレタン、Thermoplastic Polyurethane：TPU）は、機械的強度、ゴム弾性、耐摩耗性、耐屈曲性、耐油性などに優れ、熱可塑性を持つポリウレタン系樹脂の一種類である。技術的には熱可塑性エラストマーに属する、ウレタン結合を有するハードセグメントとソフトセグメントからなるブロック共重合体である。ちなみに、TSUという熱硬化性ウレタンエラストマー（Thermosetting Urethane elastomer）もある。

## 化学的な組成
TPUは、ブロック共重合体の一種で、以下のハードセグメントとソフトセグメントの交互配列で構成されている。
ハードセグメント
ジイソシアネートと短鎖ジオール（いわゆる鎖延長剤）から構成される
ソフトセグメント
ポリエステルポリオール，ポリエーテルポリオール，ポリカーボネートポリオールなどの長鎖ポリオールとジイソシアナートから構成される
上述のソフトセグメントの化学構造により、現在市販されているTPUは大体以下の2種類に分けられる：
1. ポリエステル系TPU （ソフトセグメントとして、主にアジピン酸のエステル体が使われる。ポリエステルポリオール）
2. ポリエーテル系TPU （ソフトセグメントとして、主にテトラヒドロフラン (THF）由来のポリエーテル体が使われる。ポリエーテルポリオール）

## ポリエステル系TPUとポリエーテル系TPUの一般的な特性の違い
（A=非常に良好、B=良好、C＝一般的な状況なら適応、D＝やや劣る、F=非常に不向き）
ポリエステル系TPUとポリエーテル系TPUの主な特性の違いは、
| 特性         | ポリエステル系TPU | ポリエーテル系TPU |
| 耐摩耗性     | A                 | C                 |
| 機械的性能   | A                 | B                 |
| 低温柔軟性   | C                 | A                 |
| 耐熱老化性   | B                 | D                 |
| 耐加水分解性 | F                 | A                 |
| 耐薬品性     | A                 | D                 |
| 耐微生物性   | F                 | B                 |
| 接着強度     | B                 | D                 |
| 射出成形性   | A                 | C                 |

つまり、ポリエーテル系TPUは優良な耐加水分解性と耐微生物性が要求される場合だけに使われる。そして当然、極低温での柔軟性が求められる場合も検討されるであろう。光に対する安定性と非黄変性が求められる場合は、脂肪族か脂環族イソシアネート化合物を原料として使用する脂肪族TPUが薦められる。

## TPUの特徴、エラストマー領域での位置付け

### TPUの長所
- 非常に高い耐摩耗性(熱可塑性エラストマーの中で最高)
- 低温での性能発揮が良好、耐候性、耐オゾン性等も良好
- 引張強さ、引裂き強さ等の機械的強度が高い
- ゴム弾性・柔軟性に優れ、消音・防振効果が高い
- 高い耐衝撃性
- 石油とグリース、一般薬品性への耐性が良好
- 化学構造や発泡技術より硬度が幅広い範囲で調整可能
- 環境にやさしい材料：リサイクル性に優れ、低VOC（揮発性有機化合物）
- 成形が容易：射出成形、押出成形、カレンダー成形、パウダースラッシュ成形など、汎用プラスチックと同様な成形が可能

### TPUの短所
- 耐熱性が少し劣る（約80℃）という欠点
- 熱に弱いことから耐熱水性にも弱点
- また、一般的なMDI、TDIなどが使用される構造だと、経時で黄変してしまいがち

他のエラストマーとの比較
| 基本特性     | TPU系      | オレフィン系 | スチレン系  | 塩ビ系      | ポリエステル系 | ポリアミド系 |
| ------------ | ---------- | ------------ | ----------- | ----------- | -------------- | ------------ |
| 硬度         | 70A - 70D  | 60A - 95A    | 37A - 71A   | 40A - 70A   | 90A - 70D      | 40D - 62D    |
| 抗張力(MPa)  | 30 - 50    | 3 - 19       | 10 - 35     | 10 - 20     | 26 - 40        | 12 - 35      |
| 伸度(%)      | 300 - 800  | 200 - 600    | 500 - 1,200 | 400 - 500   | 350 -450       | 200 -400     |
| 反発弾性(%)  | 30 - 70    | 40 - 60      | 45 - 75     | 30 - 70     | 60 - 70        | 60 - 70      |
| 圧縮永久歪み | ○          | ×            | ×           | △           | △              | ○            |
| 耐摩耗性     | ○          | ×            | △           | △           | △              | ○            |
| 耐屈曲性     | ◎          | △            | ○           | ○           | ◎              | ◎            |
| 耐熱性       | < 100℃     | < 120℃       | < 60℃       | < 100℃      | < 140℃         | < 100℃       |
| 耐油性       | ◎          | △            | ×           | × - ○       | ◎              | ◎            |
| 耐水性       | △          | ○            | ○           | ○           | ×-△            | △            |
| 耐候性       | △-○        | ○            | ×-△         | △-○         | △              | ○            |
| 脆化温度     | < -70℃     | < -70℃       | < -70℃      | -30℃ - -50℃ | < -70℃         | < -70℃       |
| 比重         | 1.1 - 1.25 | 0.88         | 0.91-0.95   | 1.2-1.3     | 1.17-1.25      | 1.01         |
◎ : Exellent， ○ : Good， △ : Fair，× : Poor

## 形態
共重合されたTPU樹脂分子は線形のブロック構造を持つ高分子ポリマーで、その中に、長くて柔らかい低極性のソフトセグメントと、短くて剛性の高い高極性のハードセグメントが、お互いに共有結合で繋いで交互配列される。
ハードセグメント中のウレタン基(ウレア基を含有するTPUも稀にある)は、官能基中の水素Hと酸素Oの水素結合による分子間相互作用により，強固な物理架橋構造(共有結合ではない、いわゆる擬似架橋構造)を形成している。それで、ソフトセグメントでできる柔軟なマトリクスの「海」に、高度な凝集と結晶(または擬似結晶)の局所的な「島」ができてる。このいわゆる「海」「島」両ブロックの相分離現象の強弱は、両セグメントの極性や分子量などで調整できる。結晶(または擬似結晶)の局所的な「島」が、物理的な架橋を演じ、TPUの高弾性、硬度などに貢献する。そして柔軟なマトリクスの「海」が、TPUの伸長特性などに貢献する。
ただ、この「架橋」作用は加熱されると解消されるため、これらの「擬似架橋物質」に対して、従来通りの押出成形、射出成形およびカレンダー成形が適用できる。そして、TPU素材自身も、この「擬似架橋」性によってリサイクル性に優れている。

## 用途と市場概況

### 用途
TPUは様々な物性や付加機能を実現できるため、自動車部品や工業部品をはじめ、靴底部材、キャスターホイール、ホース・チューブ、搬送ベルト、様々な商品のグリップ部材、機能性フィルム・シート、電線・ケーブル被覆材、パッキン材、医療・衛生用品、スポーツ用品、繊維塗層、ホットメルト用途・接着用途などで広く採用されている。
そしてもうひとつの重要な用途は、他のポリマー・樹脂への改質用途であり、特にPVC樹脂に添加することで、耐摩耗性、耐衝撃性能、低温柔軟性が改良されることがよく知られている。ポリカーボネート樹脂やABS樹脂などの改質にも応用が可能である。
現在一般に最も知られている用途は、携帯電話・タブレットのTPUケース、およびノートパソコンのキーボード保護カバーであろう。

### TPU（一部TSUを含む）の市場概況
2013年における全世界のTPUの販売数量は423千トンであるのに対して、TSUのそれは50千トンであった。一方、2013年における日本国内のTPUの販売数量は16.9千トンであるのに対して、TSUのそれは4.5千トンであった。
2013年に、中国を中心としたアジアの需要拡大、および北米での需要回復に伴いTPU市場は拡大した。2014年も前年比5%以上の伸長が見込まれ、2015年以降は、中国、インド、東南アジアなどのアジアがけん引することにより、市場拡大が予想される。
|          | 2014年見込 | 2013年比 | 2018年予測 | 2013年比 |
| 市場規模 | 3,546億円  | 105.70%  | 4,286億円  | 127.70%  |

地域別にみると、2013年時点では、中国が数量ベースで世界市場の5割弱を占め、靴、雑貨向けを中心に需要が増加している。欧州や北米では自動車部品、工業用部品のホース・チューブ、電線被覆向けが多い。日本では自動車部品向けに加えて、ヘルスケア、スポーツ、衣料向け、また医療向けなどの高機能材料でも使用されている。東南アジアでは靴、雑貨向けが多いが、建機や二輪車部品でも採用されている。